# Kicking Horse (CDP)
Kicking Horse és una concentració de població designada pel cens dels Estats Units a l'estat de Montana. Segons el cens del 2000 tenia 80 habitants.

## Demografia
Segons el cens del 2000, Kicking Horse tenia 80 habitants, 27 habitatges, i 19 famílies. La densitat de població era de 12,5 habitants per km².
Dels 27 habitatges en un 48,1% hi vivien nens de menys de 18 anys, en un 51,9% hi vivien parelles casades, en un 7,4% dones solteres, i en un 29,6% no eren unitats familiars. En el 18,5% dels habitatges hi vivien persones soles el 3,7% de les quals corresponia a persones de 65 anys o més que vivien soles. El nombre mitjà de persones vivint en cada habitatge era de 2,96 i el nombre mitjà de persones que vivien en cada família era de 3,32.
Per edats la població es repartia de la següent manera: un 33,8% tenia menys de 18 anys, un 7,5% entre 18 i 24, un 35% entre 25 i 44, un 21,3% de 45 a 60 i un 2,5% 65 anys o més.
L'edat mediana era de 29 anys. Per cada 100 dones de 18 o més anys hi havia 112 homes.
La renda mediana per habitatge era de 28.906 $ i la renda mediana per família de 60.078 $. Els homes tenien una renda mediana de 38.750 $ mentre que les dones 7.500 $. La renda per capita de la població era de 16.524 $. Aproximadament el 22,6% de les famílies i el 41,8% de la població estaven per davall del llindar de pobresa.

## Poblacions més properes
El següent diagrama mostra les poblacions més properes.